# Емпузови
Емпузовите (Empusidae) са семейство насекоми от разред Богомолки (Mantodea).
Таксонът е описан за пръв път от Херман Бурмайстер през 1838 година.

## Родове
- Blepharodes
- Blepharopsis
- Chopardempusa
- Dilatempusa
- Hemiempusa
- Hypsicorypha
- Idolomorpha